# Vaccinium leschenaultii
Vaccinium leschenaultii är en ljungväxtart som beskrevs av Robert Wight. Vaccinium leschenaultii ingår i Blåbärssläktet, och familjen ljungväxter. Utöver nominatformen finns också underarten V. l. pubescens.

## Bildgalleri

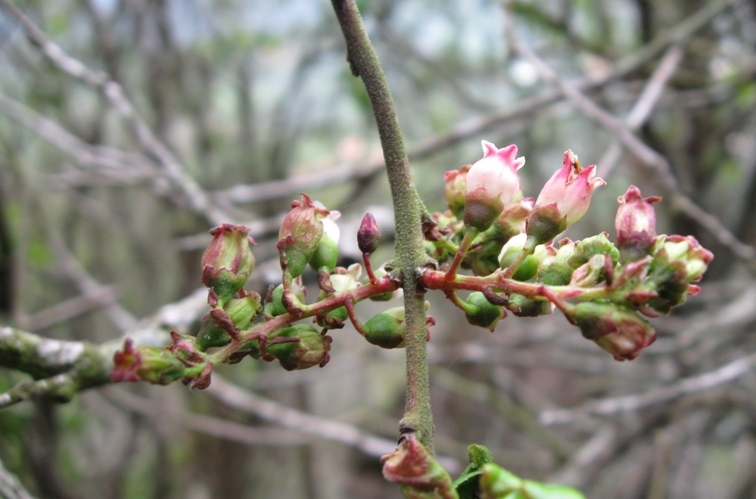